# DataNucleus
DataNucleus（データニュークリアス、旧Java Persistent Objects JPOX）は、オープンソースのプロジェクトであり、Apache 2ライセンスにて、Java言語におけるデータ管理のためのソフトウェア製品を提供している。
DataNucleus Access Platform は Java Data Objects (JDO) 1.0, 2.0, 2.1, 2.2, 3.0 および Java Persistence API (JPA) 1.0, 2.0 の仕様に完全準拠の実装であり、Javaオブジェクトの透過的な永続化を提供する。

## 特徴
以下の特徴がある。
- 現在の主要なデータベース管理システムの全てに対し永続化をサポート
- 主要なオブジェクト関係マッピング (ORM)パターンの全てをサポート
- JDOQL、JPQLあるいはSQLによるクエリを可能にしている
- バイトコードエンハンサを搭載
- データベース管理システム、db4o、LDAP、XML、Excel、NeoDatis、JSON、OpenDocument spreadsheets、Google社のBigTableそしてHBaseへの永続化を実現
- OSGi技術を用いてデザインされている

DataNucleus Access Platform はGoogle App Engine for Javaの永続化レイヤである。